# 2XS
2XS – album szkockiej grupy rockowej Nazareth, wydany w 1982 roku.

## Lista utworów
1. Love Leads to Madness – 4:08
2. Boys in the Band – 3:06
3. You Love Another – 3:58
4. Gatecrash – 3:19
5. Games – 4:48
6. Back to the Trenches – 4:02
7. Dream On – 3:28
8. Lonely in the Night – 4:21
9. Preservation – 4:02
10. Take the Rap – 2:42
11. Mexico – 2:51

## Wykonawcy
- Dan McCafferty – wokal
- Darrell Sweet – perkusja
- Pete Agnew – bas, gitara, pianino
- Billy Rankin – gitara
- Manny Charlton – gitara
- John Locke – keyboard